# Billy Howle
William Walter Douglas Howle, noto più semplicemente come Billy Howle (Stoke-on-Trent, 9 novembre 1989), è un attore britannico.

## Biografia
Nasce a Stoke-on-Trent, nello Staffordshire, secondo dei quattro figli di un’insegnante e di un professore di musica all'università del Kent. Vive gli anni della sua adolescenza a Scarborough, dove si appassiona alla recitazione, collaborando con piccole compagnie teatrali e partecipando a laboratori per bambini con difficoltà comportamentali e bisogni speciali. Di conseguenza, si iscrive alla Bristol Old Vic Theatre School, deciso a imparare le convenzioni del teatro classico, laureandosi nel 2013.
In seguito, ha recitato a Bristol nel musical teatrale The Little Mermaid, e successivamente a New York presso la Brooklyn Academy of Music nella produzione di Spettri di Henrik Ibsen per la regia di Richard Eyre.
Uno dei primi ruoli di rilievo è stato quello di James Warwick nella miniserie televisiva Glue.
Nella seconda metà del 2017 fa le prime incursioni nel cinema, ottenendo una parte nei film L'altra metà della storia e Dunkirk. Si aggiudica i primi ruoli da protagonista in Chesil Beach - Il segreto di una notte, tratto dall'omonimo romanzo di Ian McEwan, e Il gabbiano, adattamento cinematografico dell'omonima pièce di Anton Čechov. In entrambi i film recita al fianco di Saoirse Ronan. Si distingue inoltre nella serie televisiva MotherFatherSon, in cui recita al fianco di Richard Gere e di Helen McCrory.
Assieme a Logan Lerman e Matthew Beard, Howle è stato il volto della campagna primavera/estate 2016 di Prada, realizzata da Craig McDean.
Nel 2022 interpreta Allen Lafferty nella miniserie televisiva In nome del cielo e torna sulle scene britanniche per interpretare Amleto a Bristol.
Nel 2024 recita nella miniserie di Netflix The Perfect Couple e nel dramma Ricorda con rabbia all'Almeida Theatre con Morfydd Clark.

## Filmografia

### Cinema
- L'altra metà della storia (The Sense of an Ending), regia di Ritesh Batra (2017)
- Dunkirk, regia di Christopher Nolan (2017)
- Chesil Beach - Il segreto di una notte (On Chesil Beach), regia di Dominic Cooke (2017)
- Il gabbiano (The Seagull), regia di Michael Mayer (2018)
- Outlaw King - Il re fuorilegge (Outlaw King), regia di David Mackenzie (2018)
- Star Wars - L'ascesa di Skywalker (Star Wars: The Rise of Skywalker), regia di J. J. Abrams (2019)
- Infinite Storm, regia di Małgorzata Szumowska e Michał Englert (2022)
- Kid Snow, regia di Paul Goodman (2024)

### Televisione
- New Worlds, regia di Charles Martin – miniserie TV, 2 puntate (2014)
- Vera – serie TV, 1 episodio (2014)
- Glue, regia di Daniel Nettheim e Olly Blackburn – miniserie TV (2014)
- Cider with Rosie, regia di Philippa Lowthorpe – film TV (2015)
- Testimone d'accusa (The Witness for the Prosecution), regia di Julian Jarrold – miniserie TV (2016)
- MotherFatherSon, regia di James Kent e Charles Sturridge – miniserie TV (2019)
- The Serpent, regia di Tom Shankland e Hans Herbots – miniserie TV (2021)
- In nome del cielo (Under the Banner of Heaven) – miniserie TV (2022)
- Chloe - Le maschere della verità (Chloe), regia di Alice Seabright e Amanda Boyle – miniserie TV (2022)
- The Perfect Couple, regia di Susanne Bier – miniserie TV (2024)

## Teatro
- Spettri di Henrik Ibsen, regia di Richard Eyre. Brooklyn Academy of Music di New York (2015)
- Lungo viaggio verso la notte di Eugene O'Neill, regia di Richard Eyre. Bristol Old Vic di Bristol (2016)
- Europe di David Greig, regia di Michael Longhurst. Donmar Warehouse di Londra (2019)
- Amleto di William Shakespeare, regia di John Haidar. Bristol Old Vic di Bristol (2022)
- Ricorda con rabbia di John Osborne, regia di Atri Banerjee. Almeida Theatre di Londra (2024)

## Doppiatori italiani
Nelle versioni in italiano delle opere in cui ha recitato, Billy Howle è stato doppiato da:
- Fabrizio De Flaviis in MotherFatherSon, The Serpent
- Flavio Aquilone in L'altra metà della storia, In nome del cielo
- Jacopo Venturiero in Chesil Beach - Il segreto di una notte, The Perfect Couple
- Gianfranco Miranda in Testimone d'accusa
- Federico Campaiola in Il gabbiano
- Simone Crisari in Outlaw King - Il re fuorilegge
- Paolo Vivio in Infinite Storm
- Davide Perino in Chloe - Le maschere della verità